# Металлург (футбольный клуб, Выкса)
«Металлу́рг» — российский футбольный клуб из Выксы.
Чемпион Горьковской (1978, 1988), Нижегородской (1993) и Арзамасской (1954) областей, обладатель кубка Горьковской области (1947, 1979). Победитель Третьей лиги ПФЛ в 4-й зоне (1997) и Первенства ЛФК в зоне «Поволжье» (1998).

## История клуба
Команда Выксунского уезда принимала участие в первых розыгрышах первенства Нижегородской губернии, в 1924 году заняла третье место, а в 1925 году одержала победу. Датой основания команды Выксунского металлургического завода называется 1910 год. В 1954 году «Металлург» одержал победу в чемпионате Арзамасской области, в 1955 году принимал участие в чемпионате РСФСР среди КФК. В 1978, 1988 и 1993 годах «Металлург» становился чемпионом Горьковской (с 1990 — Нижегородской) области.
В 1989—1992 годах клуб участвовал в общероссийских любительских турнирах. В 1994 году обрёл профессиональный статус и дебютировал в третьей лиге чемпионата России. В 1997 году стал победителем зонального турнира третьей лиги и вышел в 1/32 финала Кубка России-98, где уступил в гостях со счетом 0:3 казанскому «Рубину». В число участников второго дивизиона включён не был и провёл следующий сезон в Первенстве КФК, заняв первое место в зоне «Поволжье». В 1999—2003 годах «Металлург» выступал во втором дивизионе, а его лучшим достижением стало 4-е место в зоне «Поволжье» в сезоне 2000. По завершении сезона 2003 года клуб, испытывая финансовые трудности, отказался от профессионального статуса. С 2004 года по сезон-2011/12 «Металлург» — постоянный участник первенства России среди ЛФК. В 2006 году команду возглавил бывший нападающий «Металлурга», игравший также за арзамасское «Торпедо» и нижегородский «Локомотив», Дмитрий Голубев. Под руководством Голубева «Металлург» год от года улучшал свои турнирные достижения. В сезоне 2011/2012, ставшем для «Металлурга» самым долгим в истории, выксунская команда завоевала право в сезоне 2012/2013 выступать во втором дивизионе первенства России. В перерыве сезона 2014/2015 руководство клуба объявило о закрытии клуба как профессионального. С 2016 года клуб выступает в высшей лиге чемпионата Нижегородской области.
23 июля 2011 года ветераны ФК «Металлург» провели товарищескую игру с ветеранами московского «Спартака». Матч завершился со счетом 4:2 в пользу ветеранов «Спартака».[значимость факта?]

## Спонсоры
Генеральным спонсором «Металлурга» является Выксунский металлургический завод.

## История выступлений

### Кубок
| Сезон     | Кубок                 | Стадия        | Соперник                                 | Счет                | Поле          |
| 1947      | Горьковской области   | Поб.          | Завод им. Калинина (Дзержинск)           | 3:2                 | Д             |
| 1979      | Горьковской области   | Поб.          | Красная Этна (Горький)                   | 1:0                 | Н             |
| 1990      | Горьковской области   | 1/2           | Метеор (Павлово)                         | 0:0 1:3             | Д Г           |
| 1992      | ВАФ                   | 1/2           | Гигант (Воскресенск)                     | 1:3 1:1             | Г Д           |
| 1993      | Нижегородской области | 1/4           | Кристалл (Сергач)                        | 0:0 1:2             | Д Г           |
| 1995/1996 | России                | 1/128         | Кристалл (Сергач)                        | 0:0 (3:4 — пен)     | Д             |
| 1996/1997 | России                | 1/128         | Химик (Дзержинск)                        | 2:2 (4:5 — пен)     | Г             |
| 1997/1998 | России                | 1/32          | Рубин (Казань)                           | 0:3                 | Г             |
| 1999/2000 | России                | 1/128         | Энергетик (Урень)                        | 0:1                 | Г             |
| 2000/2001 | России                | 1/256         | Торпедо (Павлово)                        | 1:3                 | Г             |
| 2001/2002 | России                | 1/64          | Энергетик (Урень)                        | 2:3                 | Г             |
| 2002/2003 | России                | 1/128         | Светотехника (Саранск)                   | 0:0 (4:5 — пен)     | Д             |
| 2003/2004 | России                | 1/256         | Торпедо (Павлово)                        | 2:3                 | Г             |
| 2004      | МФС Приволжье         | 1/8           | Дружба (Арзамас)                         | 0:0 0:0 (8-9 — пен) | Д Г           |
| 2005      | МФС Приволжье         | 1/8           | Торпедо (Павлово)                        | 0:2 1:3             | Г Д           |
| 2006      | МФС Приволжье         | 1/4           | Позис (Зеленодольск)                     | 0:2 0:0             | Г Д           |
| 2007      | МФС Приволжье         | 1/8           | Химик (Дзержинск)                        | 0:3 2:1             | Г Д           |
| 2008      | МФС Приволжье         | 1/4           | РОССКАТ (Нефтегорск)                     | 0:1 0:2             | Д Г           |
| 2009      | МФС Приволжье         | 1/8           | Волга-Д (Нижний Новгород)                | 0:2 1:2             | Г Д           |
| 2010      | МФС Приволжье         | 1/4           | Строитель (Пенза)                        | 0:2 1:2             | Г Д           |
| 2011      | МФС Приволжье         | 1/8           | Нижний Новгород-2                        | 0:0 0:0 (3-5 — пен) | Д Г           |
| 2012/2013 | России                | 1/128         | Витязь (Подольск)                        | 0:1                 | Г             |
| 2013/2014 | России                | 1/128         | Металлург (Липецк)                       | 1:3                 | Д             |
| 2014/2015 | России                | 1/64          | Рязань (Рязань)                          | 0:1                 | Д             |
| 2016      | Нижегородской области | 1/4           | Уран-АХТС-Д (Дзержинск)                  | 1:6 0:2             | Г Д           |
| 2017      | Нижегородской области | 1/4           | Волна (Ковернино)                        | 1:1 1:1 (3-5 — пен) | Г Д           |
| 2018      | Нижегородской области | 1/8           | РЦПФ-Нижний Новгород-М (Нижний Новгород) | 2:3                 | Г             |
| 2019      | Нижегородской области | 1/8           | Спартак-Тумботино (Тумботино)            | 1:1 (2-4 — пен)     | Г             |
| 2020      | Нижегородской области | Не проводился | Не проводился                            | Не проводился       | Не проводился |
| 2021      | Нижегородской области | 1/8           | СШОР-8-2003 (Нижний Новгород)            |                     | Г             |

## Цвета клуба
| Черный | Белый | Зеленый |